# 星を継ぐ者 (TRPGリプレイ)
星を継ぐ者（ほしをつぐもの）はテーブルトークRPG (TRPG) 『ナイトウィザード』のリプレイ作品。全1話。セッション数で数えても全1回のプレイ分のリプレイである。
ゲームマスター・リプレイ執筆は菊池たけし。イラストは石田ヒロユキとみかき未果子(現:みかきみかこ)が担当（『スターダスト・メモリーズ 星を継ぐ者』版。『スターダスト・ティアーズ』版はみかきみかこの単独執筆）。
『ゲーマーズ・フィールド』6th Sesson Vol.6（2002年4月発売）に掲載された。のち、エンターブレインより発売されたルール第一版サプリメント『スターダスト・メモリーズ 星を継ぐ者』（2002年10月刊）、ファンブック『スターダスト・ティアーズ』（2009年8月刊）にそれぞれ再録されている。また、当作品を原作としたノベライズ『ナイトウィザードノベル 星を継ぐ者』（日高真紅・著）がファミ通文庫より発売されている他、『スターダスト・ティアーズ』には本リプレイを原案としたボイスドラマが収録されている。
『ナイトウィザード』のリプレイとしては、『紅き月の巫女』と共に最も初期に発表されたものであり、『ナイトウィザード』というゲームの基本的な方向性を多くのユーザーに提示した作品である。また、F.E.A.R.制作TRPGのリプレイの人気キャラクター「柊蓮司」が初登場したリプレイでもある。

## 概要
『ナイトウィザード』は2002年に発売された現代ファンタジー物のTRPGであるが、現代社会を舞台にするにもかかわらずダンジョンアドベンチャーという要素を強く前面に押し出したTRPGでは類を見ないゲームであった。作り手側は『ナイトウィザード』のシナリオの作り方がルールブックだけでは正しく伝わらないことを危惧し、ルールブック発売の同月に、『ゲーマーズ・フィールド』にてプレイガイダンスの意味をこめて込めてリプレイを掲載した。それがこの「星を継ぐ者」である。
ゲームマスター兼リプレイライターとして選ばれたのは『ナイトウィザード』のゲームデザイナーでもある菊池たけし。10年以上ファンタジー物しかリプレイを書いてこなかった菊池にとっては一つのチャレンジでもあったと思われるが、作品の評価は好評であり、現在でも『ナイトウィザード』というタイトルを代表するリプレイの一つにもなっている。また、このリプレイから菊池たけしはそれまで苦手だったと自称しているラブコメ的なストーリーテリングを積極的に行うようになっており、「星を継ぐ者」は菊池たけし作品のターニングポイントにあたるリプレイ作品であるともいえる。
この「星を継ぐ者」の影響力は大きく、それ以降の『ナイトウィザード』の商業シナリオやリプレイのスタイルは基本的に「星を継ぐ者」のスタイルを踏襲している。特に大きく影響している部分は「ダンジョンのシンプル化」である。

『ナイトウィザード』というゲームは、「1回のセッションの間に、必ずダンジョン探索を行うシーンが1回は入る」ということを前提としている。しかし、1回のセッションで起承転結のストーリーを語ることを考えたとき、ストーリーテリングをメインに置いた場合はダンジョン探索にかける時間は削らなくてはならない。ルールブックが発売された直後はそれに関して躊躇するユーザーも多く、ストーリーテリングがあまりできないゲームという印象も強かったが、「星を継ぐ者」は大胆なまでにダンジョン探索の要素を脇役にしたのである。

「ダンジョンという要素にこだわらずとも、現代ファンタジーとしてのストーリーテリングをメインに置いていい」という実例を示した「星を継ぐ者」は、現代伝奇SFファンタジーとしてのゲームは興味あるが、ダンジョン探索という要素を必ず入れなくてはならないことが縛りになってシナリオが作りにくいという感想を持っていた多くのユーザーには福音になった。

逆に『ナイトウィザード』のルールシステムとシナリオの構成が必ずダンジョンと一体化する部分を評価しているユーザーには「星を継ぐ者」以降の『ナイトウィザード』の商業シナリオやリプレイに対して現在まで続く批判の声もある。
タイトルの「星を継ぐ者」はJ・P・ホーガンのSF小説『星を継ぐもの』のパロディである（ただし内容には全く関連性はない）。本作に限らず、『ナイトウィザード』のリプレイやシナリオのタイトルには文芸作品からとられたものがいくつかある。

## あらすじ
廃部寸前の輝明学園秋葉原校高等部天文部にたむろしている学生たちの中に、この世界を救う「勇者」として目覚めたばかりの少年・結城マサトがいた。彼は日々を過ごす中で現実感が消えていくという奇妙な不安にさいなまれていた。そして、天空に紅き星が到来するとき、その不安は現実のものとなりマサトの周りの日常が変革されていく。知人や家族が消えていき、自らが日常を過ごしていた場所も消えていく。まるで、自分の存在が元からそこになかったように。しかしそれは、更なる世界崩壊の序曲でしかなかったのである……

## 登場人物

### プレイヤーキャラクター
プレイヤーによって操作するキャラクター。PC。名前の横にカッコで記述されているのはプレイヤー名である。
結城マサト（ゆうき マサト、田中信二）
キャラクタークラス : 勇者 (Lv.0)
PC番号 : PC1
輝明学園秋葉原校（以下、特に断りなき限り単に「輝明学園」と表記）高等部1年生の男子生徒で今年度の新入生（リプレイは4月という設定）。最近勇者としてウィザードの力に目覚めたばかりの少年だが、その覚醒に際して「エリア88星雲から来た宇宙人が自分に中に乗り移った」と電波系の解釈をしている。そのため、この地球は本当の自分の居場所ではないと思い込んでおり、日常や家族に対してどこか冷淡な目を向けている。
家妹構成は父、母、妹（香奈見）。幼馴染に星野篝という少女がいてマサトと同じく輝明学園に新入生として入学してきている。普段の日常はこの星野篝に引っ張りまわされており、リプレイ冒頭では篝の強引な勧誘により廃部寸前の天文部に新入部員として登録されている。
リプレイの中では、1億年に1度地球に落下する「紅き星」を砕く力を持つ選ばれた勇者「星の勇者」としての能力を持つとされている。
戦闘時には白兵戦用の“箒”である「ウィッチブレード」を使用。
赤羽くれは（あかばね くれは、みかき未果子）
キャラクタークラス : 陰陽師 (Lv.0)
PC番号 : PC2

輝明学園高等部3年生の女子生徒で天文部の部長。実家は赤羽神社という有名な神社であり、巫女をやっている。お姉さんぶりたがるタイプだが本質的にはパニくりやすい性格。処理能力を超えた事象に出会うと「はわーっ！？」と奇声を発してフリーズする。
彼女が所属する天文部は部長である彼女と副部長である新入生の星野篝しかおらず、廃部寸前の状況である。このリプレイは天文部を新生させるべく部員を勧誘するところから始まる。
リプレイの中では、「星の巫女」としての運命を担う者とされており、世界中の多くの組織が暗殺しようと暗躍している。
星の巫女は、1億年に1度地球に落下する「紅き星ディングレイ」の道標として生まれてくる存在であり、いわば彼女が紅き星ディングレイを呼び寄せている。星の巫女としての資質はくれはの意思とは関係ないものであり、くれはは忌むべき運命を生まれながらに背負っていると言える。そのため、リプレイ中では様々な組織が地球の安全のためにくれはを暗殺しようと狙ってくるのである。
柊蓮司（ひいらぎ れんじ、矢野俊策）
キャラクタークラス : 魔剣使い (Lv.0)
PC番号 : PC3

輝明学園高等部3年生の男子生徒だが、半年間「日本コスモガード連盟」での任務についていたために出席日数が足りず、しかも任務のために留年どころか学年を1年生に下げられてしまう（GMが柊を今年度で2年生になる1年生だと思っていたのが原因）。学年とクラスは結城マサトと同じ1年3組になる。マサトから勧誘されて新生天文部の部員となる。
言動が荒っぽいところや、ウィザードの任務が忙しく出席日数が足りないため不良学生として扱われているが、本人は学校を嫌いではない（むしろ出席日数と単位には執着している）。
赤羽くれはとは幼馴染。彼の「恥ずかしい秘密」の正体を知られており、頭が上がらないようだ。コスモガードからは「星の巫女」であるくれはの監視と（命令があれば）抹殺を行う任務が与えられている。
グィード・ボルジア（田中天）
キャラクタークラス : 聖職者 (Lv.0)
PC番号 : PC4
ローマ聖王庁に属する聖職者。35歳男性。1億年に1回の割合で地球に落ちてくる「紅い星」に対抗できる「星の勇者」である結城マサトを導くために、聖王グレゴリオ・ピウス11世の命を受け輝明学園に教師として潜入した。新生天文部の顧問も勤めている。
聖王とは一線を越えるくらいの親友同士（というか愛人）であり、互いに「ハニー」「マイスウィート」と呼び合う仲。
自称「無邪気な神の使徒」で、愛剣「グローリア」を振るい、異端や悪魔をそれはもう無邪気に（楽しそうに）惨殺する。作中でもマサトや篝を襲うエミュレイターを嬉々として斬りまくる場面が見られる。その一方、ディングレイ破壊というマサトの決意に応えて聖王を説得し銀十字騎士団（後述）を赤羽神社護衛に向かわせ、自ら政治的取引（GM曰く「脅迫」）を行って厚木基地をディングレイ破壊作戦の拠点にするなど、裏方仕事もこなす。
グィードのプレイングは田中天が得意とする「ゲームの雰囲気を壊しかねないような暴走したセリフと行動」に基づくものであるが、このリプレイのストーリーには暗い悲劇の雰囲気が強く存在しているため、グィードのコミックリリーフ的な要素が、リプレイが過剰にシリアスになるのを防いでいる部分は高い。

### ノンプレイヤーキャラクター
GMが操作するキャラクター。NPC。
星野篝（ほしの かがり）
結城マサトの幼馴染の少女。かなり強引な性格でマサトをいつも引っ張りまわしている。小惑星ディングレイの接近に伴いにわかに沸いた天文ブームの中、新生天文部のメンバーで天体観測を計画する。
その正体は「星を継ぐ者」という名のエミュレイターで、その能力は全天の星を操ることである。彼女は約1億年に1度の割合で世界に現出し、世界結界の外にある紅き星ディングレイを結界内部に召喚する役目を持つ。ただし、1個の強力なエミュレイターとして認識されるディングレイを篝が完全に操ることはできないらしく、召喚されたディングレイはあくまで「星の巫女」目指して動くことになる。そのため、星の巫女であるくれはがウィザードに抹殺されないように守るために天文部に入部し、リプレイ後半でディングレイがウィザードたちに砕かれた後は、彼女の「星を操る力」でディングレイの破片を大隕石群として地球に降らせるように計画を変更した（破片となったディングレイはいわばエミュレイターとして死亡したようなものであるのか、彼女の「星を操る力」で操れるようだ）。彼女がエミュレイターとして覚醒したのはマサトの星の勇者としての覚醒とほぼ同時であるが、2人が幼馴染であったのは偶然なのか運命の必然であるのかは不明である。
グレゴリオ・ビウス11世
この世界の聖職者たちをまとめあげている「ローマ聖王庁」の長であり、第666代ローマ聖王。76歳の老人で、史上最も敬虔な信徒といわれているがその様はいささか狂信的である。
ウィザードたちについては神を冒涜する異端者として嫌っているが、エミュレイターに対抗できるのはウィザードだけであるという現状を理解できるだけの冷静さは持ち合わせており、世界の敵であるエミュレイターを撃退するためにウィザードと協力することも多い。また、聖王庁には聖職者のウィザードたちによる実行部隊「銀十字騎士団」も存在している。
……以上は『ナイトウィザード』ルール第一版の基本ルールブックで語られている内容だが、当リプレイではグィードのプレイヤーである田中天の「俺のライフパスから見るとグィードと聖王は愛人同士にしか思えない」という暴走発言により、威厳あふれるゲイという妙なキャラクターになってしまっている。なお、当リプレイでは、この設定はあくまでこのリプレイの中でのネタであり「各ユーザーがナイトウィザードで聖王を出すときはこのリプレイに引っ張られないように」という菊池からの忠告がつけられているが、『ナイトウィザード The 2nd Editon』のグィードのコネクション欄には「一節によると聖王自身と親密な関係にあるといわれるが、真相は定かではない」と、当リプレイでの設定を拾ったかのような記述がある。
リプレイ終盤、マサトに星の勇者として自覚と覚悟を求めたが、一方で彼の優しい性格を懸念し、くれは抹殺のため銀十字騎士団を日本に派遣する。しかしグィードの意を受けて赤羽神社警護に命令を変更。さらにディングレイ破壊に必要なスペースシャトル型箒「シルバースター」を徴発するため自らコスモガードと直接交渉した。

### その他の登場人物・用語など
日本コスモガード連盟
このリプレイ中で、柊蓮司をウィザードとして雇っている組織。表向きは、世界中で天体をモニタリングしている非営利団体の日本支部。裏では異常な天体活動とエミュレイターとの関連を調べたり、必要であればウィザードを派遣したりしている。当リプレイでは、紅き星ディングレイの脅威に対して、星の巫女・赤羽くれはを監視する任務を柊蓮司に与えた。
「星を継ぐ者」以降もいくつかのリプレイやシナリオにPCの依頼人役として登場している。
紅き星ディングレイ
約1億年に1度地球へ招来するといわれる小惑星。本来は世界結界の外にある存在であるが、世界結界を破って地球圏に侵入して破壊をもたらすことからエミュレイターの一種とみなされる。地球誕生の46億年前から46回にわたってやってきており、このリプレイで47回目の招来となる。かつて恐竜を滅ぼした隕石は1億年前の紅き星である。このリプレイのPC全員に共通した目的は、この隕石落下に対する対応である。この隕石の落下を食い止められるのは、隕石の招来と同時に誕生する「星の勇者」のみである。
隕石落下の危機は世間には公表されず、あくまで隕石が接近してきているにとどめられているため、世間ではにわかに天文ブームがわきおこっており、廃部寸前の輝明学園の天文部はこれに乗じて新生するべく新入部員の勧誘を行うことになる。
なお、このディングレイという名前は、菊池が執筆した『ブレイド・オブ・アルカナ』のリプレイ「ディングレイの魔核」に出てきた超エネルギーを持つ鉱石の名前からとられている。
このリプレイではディングレイはあくまで「星を継ぐ者」の名を持つエミュレイターがもたらす脅威として描かれており、ディングレイそのものの由来や背景についてはほとんど語られない。ディングレイの正体と赤羽くれはの「星の巫女」の力の謎について明かされるのは『セブン＝フォートレス』リプレイ「フレイスの炎砦」である。
緋室灯（ひむろ あかり）
「紅き月の巫女」のPC（プレイヤーは小暮英麻）であり、同作品のヒロイン。今作中ではミドルフェイズの最初の最初で転校して来るシーンが語られるだけで物語そのものにはいっさい関与しないが、「紅き月の巫女」の物語が「星を継ぐ者」と同時期の物語であり、彼女がマサトや柊などと同様に輝明学園に在籍することが端的に描写されている。

## スターダスト・ティアーズ
2009年8月31日に発売されたファンブック。このリプレイの再録に加え、マンガ「柊蓮司第一の事件」、ボイスドラマ「新訳・星を継ぐ者～篝～」、『ナイトウィザード The 2nd Editon』用のシナリオを2本収録している。

### スターダスト・ティアーズ版「星を継ぐ者」
当時の内容のまま再録されている。菊池たけし自身の筆により、当時の心境や他のリプレイの事件との関わり、ゲームルールなどの解説が加筆されている。挿絵はすべてみかきみかこによる新規描きおろしであり、キャラクターデータおよびコネクションデータは『ナイトウィザード The 2nd Editon』に対応した形に書き直されている。

### 新訳・星を継ぐ者～篝～
リプレイ「星を継ぐ者」を原案としたボイスドラマ。リプレイに比べて、マサトと篝の描写の割合が多くなっている。

#### キャスト
- 結城マサト（木下紗華）
- 星野篝 （小暮英麻）
- 柊蓮司（矢薙直樹）
- 赤羽くれは（佐藤利奈）
- グィード・ボルジア（若本規夫）
- 聖王グレゴリオ・ビウス11世 （石原凡）
- 赤羽桐華（久川綾）
- 結城香奈見（酒井香奈子)
- 結城輝子（岡田幸子）
- 猫？ （宮崎羽衣）
- マサトの父　（田中天）
- コスモガード連盟上司　（小島めぐみ）
- コスモガード連盟エージェント （山口りゅう）

#### スタッフ
- 原作・脚本 - 菊池たけし(F.E.A.R.)
- 音響監督 - 本山哲(オムニバスプロモーション)
- ミキサー - 今井修治（スリーエススタジオ）
- 効果 - 出雲範子（スワラ・プロ）
- 選曲 - 水野さやか（スワラ・プロ）
- アシスタントミキサー - 森田祐一（スリーエススタジオ）
- スタジオ - スリーエススタジオ
- マスタリング - 中村宗一郎（ピースミュージック）
- 音響制作 - addelement
- 製作 - ファーイースト・アミューズメント・リサーチ

#### 主題歌
オープニングテーマ『FLY INTO THE NIGHT』
作詞：江幡育子(ZIZZ STUDIO)／作曲：磯江俊道(ZIZZ STUDIO)／歌：小暮英麻
エンディングテーマ『月衣』
作詞：いとうかなこ／作曲：磯江俊道(ZIZZ STUDIO)／歌：いとうかなこ

## 作品一覧
- スターダスト・メモリーズ 星を継ぐ者 （ISBN 4-7577-1220-0 / B5判サプリメント / エンターブレイン）
  - リプレイ「星を継ぐ者」以外にも、リプレイの舞台となった輝明学園のガイドや追加特技、追加アイテム、人間関係構築ルールを収録。
- ナイトウィザードノベル 星を継ぐ者 （ISBN 4-7577-3037-3 / ファミ通文庫 / エンターブレイン）
  - リプレイ「星を継ぐ者」のノベライズ。著者は日高真紅。
- ナイトウィザード The 2nd Edition ファンブック スターダスト・ティアーズ （ISBN 978-4-7577-5077-7 /  エンターブレイン）
  - リプレイ「星を継ぐ者」の再掲載に加え、ボイスドラマを収録。

## マジカル・ウォーフェア
『星を継ぐ者』は『ナイトウィザード』や『セブン＝フォートレス』のいくつかのリプレイをつなぐ大河物語「マジカル・ウォーフェア」の一編でもある。
200X年の4月に始まったこの物語は、マジカル・ウォーフェアにおいては一番初めに発生した世界の危機レベルの大事件である。
マジカル・ウォーフェアの裏界陣営の重要な役者として、『紅き月の巫女』で「六柱」の落下による世界結界破壊の任を担っていた魔王アスモデートがいる。彼は魔王ディングレイと「どちらが先に世界を破壊するか」という個人的な賭けを行っており、魔王ディングレイの世界結界破壊の計略が失敗するまでは動く気はなかったのである。今作で「星の勇者」マサトたちが小惑星ディングレイの落下を食い止めたことが、皮肉にも魔王アスモデートの覚醒を促し、『紅き月の巫女』で真行寺兄妹と緋室灯を悲劇に導くことになる。また、賭けに負けた魔王ディングレイはこの後に魔王ベール＝ゼファーの協力を得て、世界結界の新たなる破壊計画を行うことになる（『フレイスの炎砦』）。

## 第二次古代神戦争
『星を継ぐ者』そのものは、『ナイトウィザード The 2nd Edition』と『セブン＝フォートレス メビウス』を連結する事件「第二次古代神戦争」には直接関係していない。しかし、このボイスドラマ版「新訳・星を継ぐ物～篝～」にはシークレット・エンディングが存在し、そこでの出来事は、ファンブック『ブルーム・メイデン』掲載の年表では正史とされている。
魔王ディングレイの野望を阻止して表界から消滅した結城マサトは、狭界の一つ「ラビリンスシティ」に転生した。200X+2年の1月、復活して間もない魔王ルー＝サイファーはここでマサトと接触、落とし子となるよう求めたが断られている。この出来事は、前述の年表では冥刻王メイオルティスの第八世界襲来（ボイスドラマ「蘇りし友、来たり」）の後とされる。既にラビリンスシティには冥魔迎撃のため表界のウィザードたちが入植しており（「聖なる夜に小さな願いを」及びソースブック『ファー・ジ・アース』）、彼らの中にはマサトを目撃した者もいるという。